# 1329
Évszázadok: 13. század – 14. század – 15. század
Évtizedek: 1270-es évek – 1280-as évek – 1290-es évek – 1300-as évek – 1310-es évek – 1320-as évek – 1330-as évek – 1340-es évek – 1350-es évek – 1360-as évek – 1370-es évek
Évek: 1324 – 1325 – 1326 – 1327 –  1328 – 1329 – 1330 – 1331 – 1332 – 1333 – 1334

## Események

### Határozott dátumú események
- január 4. – Francesco Dandolo velencei dózse megválasztása (1339-ig uralkodik).
- június 7. – Apja, I. Róbert halála után  – a mindössze öt esztendős – II. Dávid foglalja el Skócia trónját. (Dávid haláláig, 1371-ig uralkodik.)[1]
- november 4. – Aymon (Eduard fivére) Savoya grófja lesz (1343-ig uralkodik).

### Határozatlan dátumú események
- az év folyamán –
  - Károly Róbert pénzreformja: Magyarországon is megkezdődik cseh mintára az ezüstgarasok verése.
  - XXII. János pápa kiátkozza V. Miklós ellenpápát.
  - IV. István Uroš szerb cár serege legyőzi a II. István bosnyák bán seregeit.
  - II. Johanna navarrai királynő férjhez megy Fülöphöz Evreux grófjához, aki III Fülöp néven navarrai király lesz (1343-ig uralkodik). Ezzel Navarrában megkezdődik az Evreux-ház 1441-ig tartó uralkodása.

## Születések
- I. Lázár szerb cár († 1389)
- II. Fülöp tarantói herceg

## Halálozások
- június 7. – I. Róbert skót király (* 1274)
- november 4. – Eduard savoyai gróf (* 1284)